# 内田富夫 (外交官)
内田 富夫（うちだ とみお、1942年（昭和17年）11月8日 - ）は、日本の外交官、シリアおよびスウェーデン駐箚特命全権大使等を務めた。

## 経歴・人物
1942年（昭和17年）11月8日、福岡県福岡市に生まれる。第二次世界大戦・太平洋戦争中は、佐賀県に疎開する。灘高等学校を経て、1965年（昭和40年）東京大学法学部を卒業し、外務省に入省する。フランス、ベトナム、中国、韓国の各大使館、在外公館に勤務。1989年（平成元年）6月、外務省大臣官房外務参事官兼中近東アフリカ局。1991年（平成2年）12月、外務省大臣官房審議官兼中近東アフリカ局。1992年（平成3年）2月、欧州共同体（EC）日本政府代表部公使。1995年（平成7年）4月、シリア駐箚特命全権大使。1997年（平成9年）8月、海外経済協力基金理事。1999年（平成11年）10月、国際協力銀行理事を経て、2000年（平成12年）スウェーデン駐箚特命全権大使。2004年（平成16年）外務省を退官し、2012年（平成24年）まで日韓文化交流基金理事長を務めた。
2018年（平成30年）春の叙勲で瑞宝中綬章を受章。
趣味は、合唱(東京アカデミー合唱団に所属)、料理、ピアノ、将棋、ゴルフ、読書(村上春樹)など。植木等のスーダラ節を好む。
勤務した国に関連した著書があり、ストリンドベリの『令嬢ジュリー』は、原語であるスウェーデン語から翻訳・出版した。

## 著作

### 著書
- 『イスラムを語る』（1990年、中東調査会）
- 『韓国近代の叫び』（1987年、韓国雲亭社）

### 訳書
- ヨハン・アウグスト・ストリンドベリ『恋の火遊び／令嬢ジュリー　ヨーハン・Ａ・ストリンドベリ戯曲』中央公論社（中央公論事業出版）、2005年。ISBN 4-89514-238-8　C0097

## 同期
- 加藤良三（駐米大使・外務審議官・総合外交政策局長・アジア局長・プロ野球コミッショナー）
- 折田正樹（駐英大使・北米局長・条約局長）
- 茂田宏（テロ対策担当大使・駐イスラエル大使）
- 津守滋（00年駐ミャンマー大使・98年駐クウェート大使）
- 田中克之（駐メキシコ大使・中南米局長）
- 木谷隆（駐ペルー大使）
- 小西正樹（駐マレーシア大使・国連大使）
- 佐藤裕美（駐コートジボワール大使）
- 佐々木高久（駐ナイジェリア大使）
- 朝海和夫（欧州連合大使・国際社会協力部長）
- 河村武和（欧州連合大使・儀典長）
- 松井啓（01年駐ナイジェリア大使・98年駐ブルガリア大使・93年初代駐カザフスタン大使）
- 竹中繁雄（03年査察担当大使・99年駐トルコ大使・97年法務省入国管理局長・93年駐バングラデシュ大使）